# Lampa plazmowa

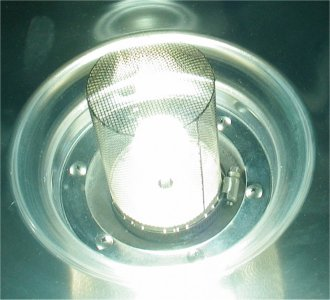
Lampa siarkowa

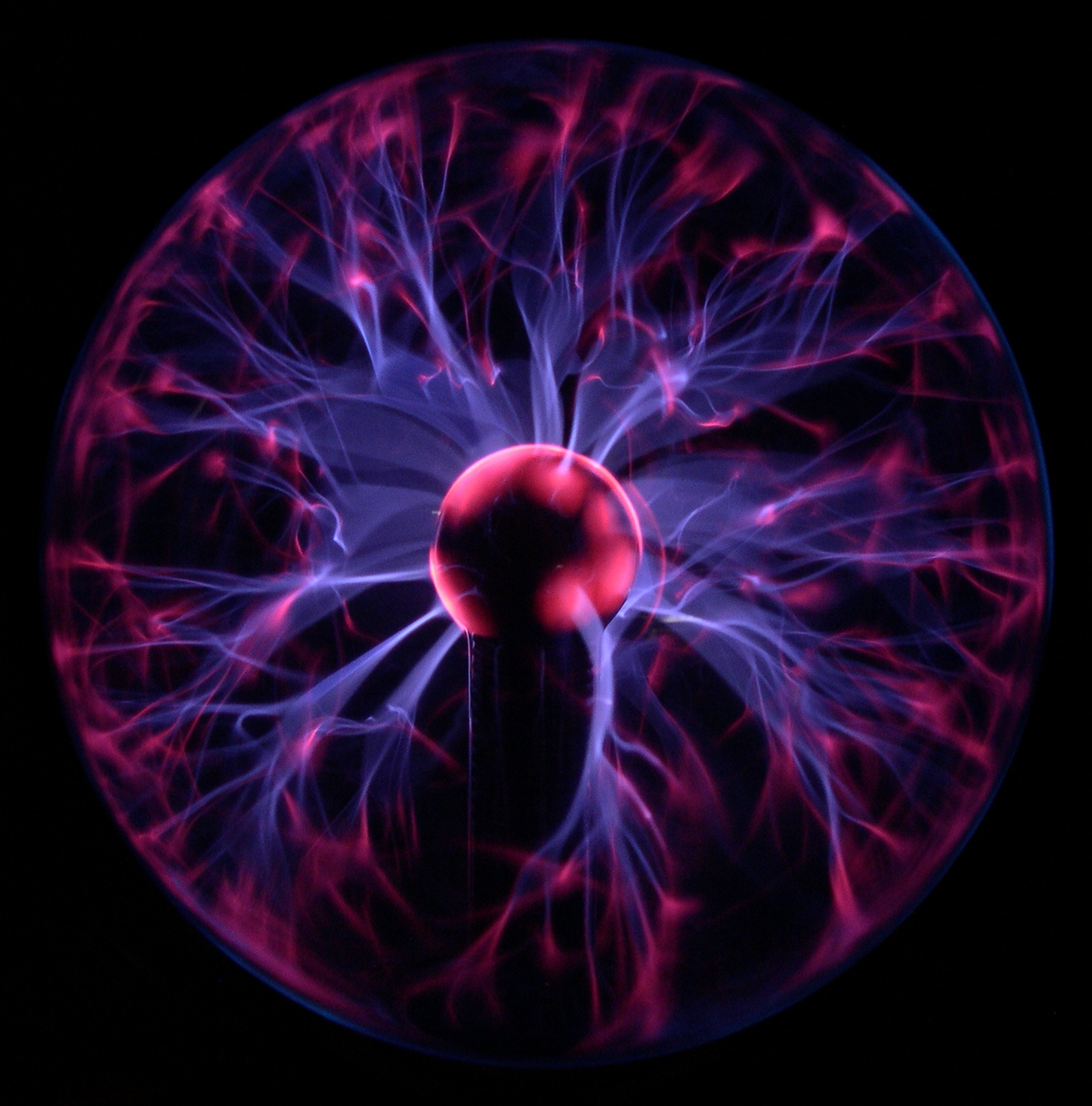
Kula plazmowa

Lampa plazmowa – lampa elektryczna, w której czynnikiem świecącym, przetwarzającym energię elektryczną na promieniowanie widzialne, jest substancja (materia) wzbudzona do stanu plazmy.

## Lampa siarkowa
Lampa plazmowa ze świecącą siarką ma charakterystykę widmową najbardziej zbliżoną do światła słonecznego. Siarkę rozgrzewa się w lampie za pomocą mikrofal. Do rozpraszania (propagacji) uzyskanego światła wykorzystuje się układ luster (deflektorów) lub system światłowodów.

## Kula plazmowa
Czasami mianem lampy plazmowej określa się kulę plazmową, tj. lampę dekoracyjną z charakterystyczną szklaną kulą wypełnioną helem lub argonem względnie innymi mieszankami gazów, w której wiją się losowo wstęgi wyładowań. Wyładowania te to elektrony dążące do uziemienia się, stąd też jeśli dotknie się takiej kuli przez ciało ludzkie przepływa prąd, a wstęgi skupiają się tworząc jedną, silną wstęgę.